# Poczta Polska w Wolnym Mieście Gdańsku

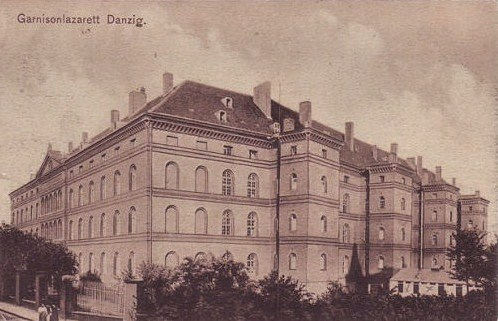
Budynek placówki Gdańsk 1, przed 1921

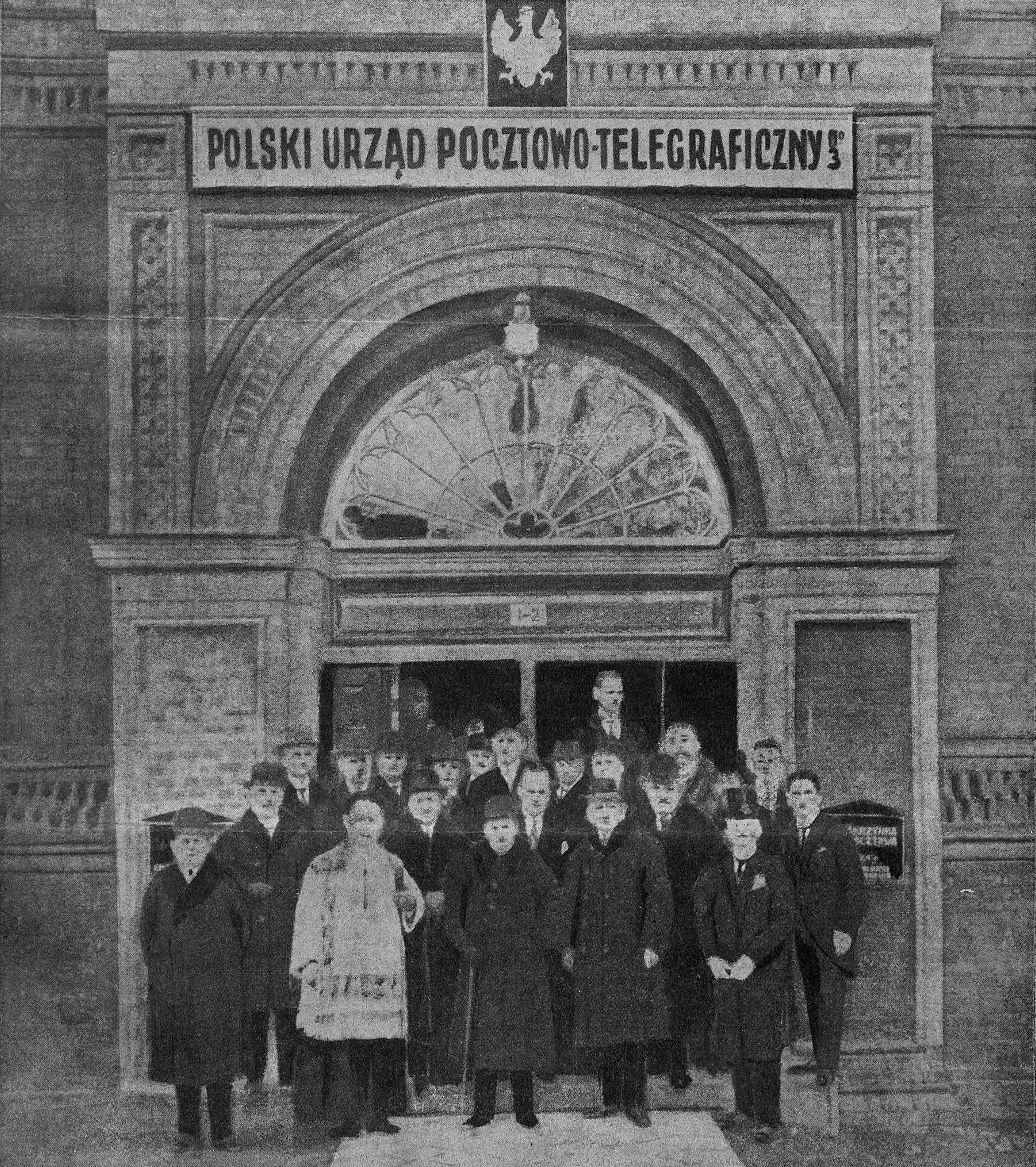
Otwarcie 5 stycznia 1925 Polskiego Urzędu P-T Nr 3 (późniejszej placówki Gdańsk 1)

Poczta Polska w Wolnym Mieście Gdańsku – urząd Poczty Polskiej w Wolnym Mieście Gdańsku, działający w latach 1920–1939.

## Historia
Polski Urząd Pocztowo-Telegraficzny w Gdańsku utworzono na mocy postanowień traktatu wersalskiego (paragraf 104 ust. 3) z 1919, konwencji polsko-gdańskiej z 1920 (artykuły 29–32) oraz umowy warszawskiej z 24 października 1921 (artykuły 149–168). Pierwsza placówka w Gdańsku powstała w Nowym Porcie 10 marca 1920. W 1921 utworzono Dyrekcję Poczt i Telegrafów RP w Gdańsku. Mieściła się ona przy placu Heweliusza, w gmachu dawnego pruskiego szpitala wojskowego, zbudowanego w latach 1838–1844 (po utworzeniu Wolnego Miasta Gdańska i demilitaryzacji szpital został zamknięty). Podlegały jej trzy urzędy pocztowe: Gdańsk 1 w gmachu przy pl. Heweliusza na Starym Mieście (od 1925), Gdańsk 2 na Dworcu Głównym w pomieszczeniu PKP (obecna restauracja KFC), oraz Gdańsk 3 w gdańskim porcie, tzw. Poczta Morska (gmach przy ul. Wiślnej został zbudowany w 1927, w dzisiejszej dzielnicy Letnica).

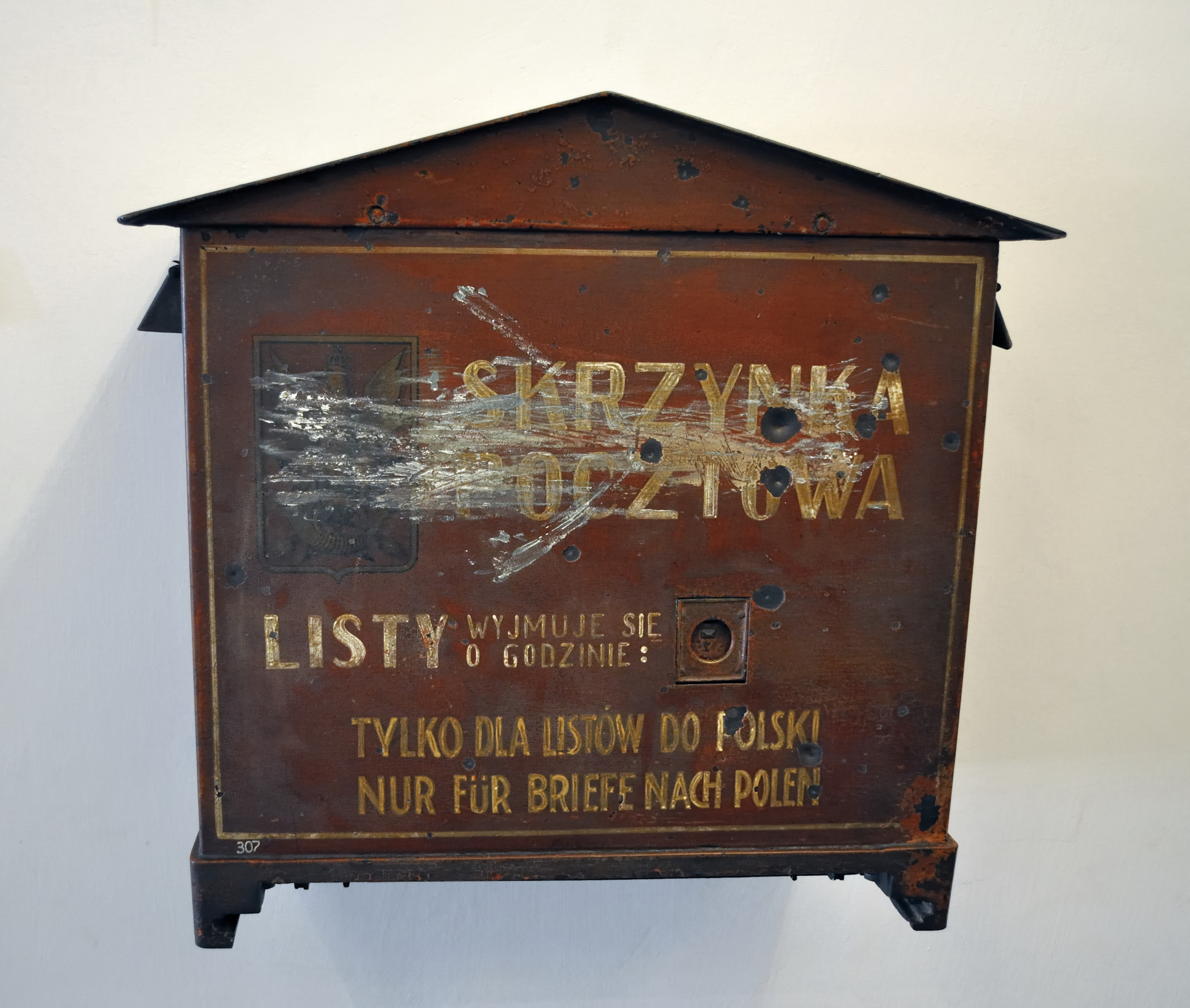
Skrzynka pocztowa Poczty Polskiej w WM Gdańsku

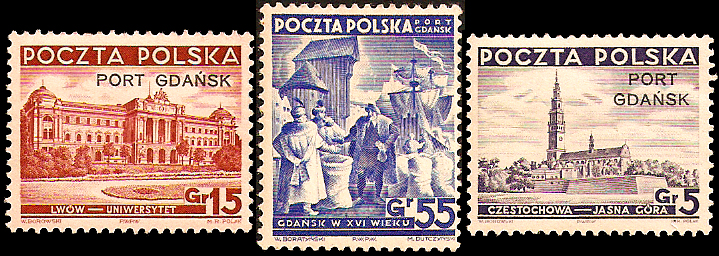
Znaczki Poczty Polskiej w obiegu na terenie Wolnego Miasta Gdańska.

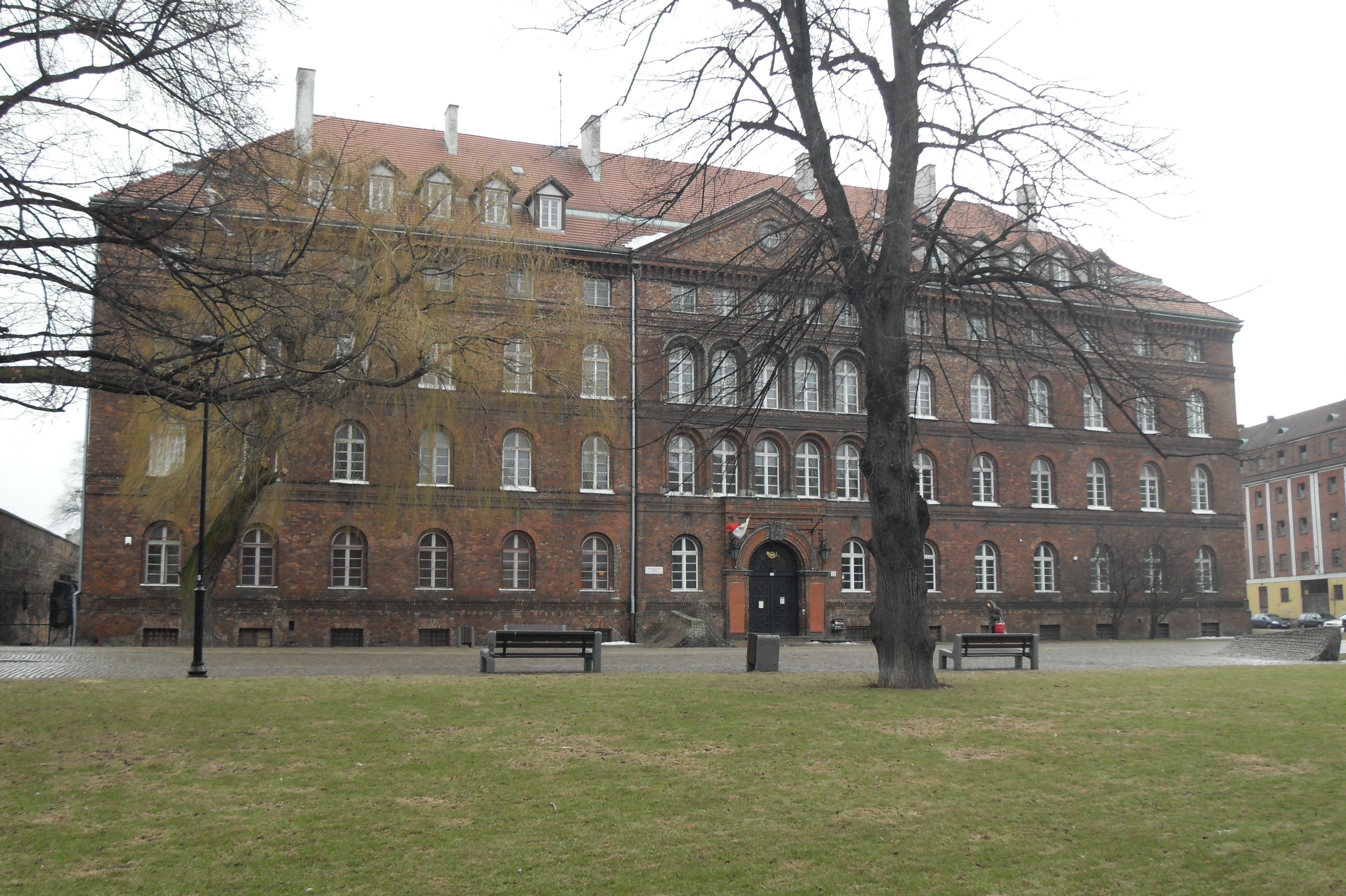
Budynek placówki Gdańsk 1, stan w 2010

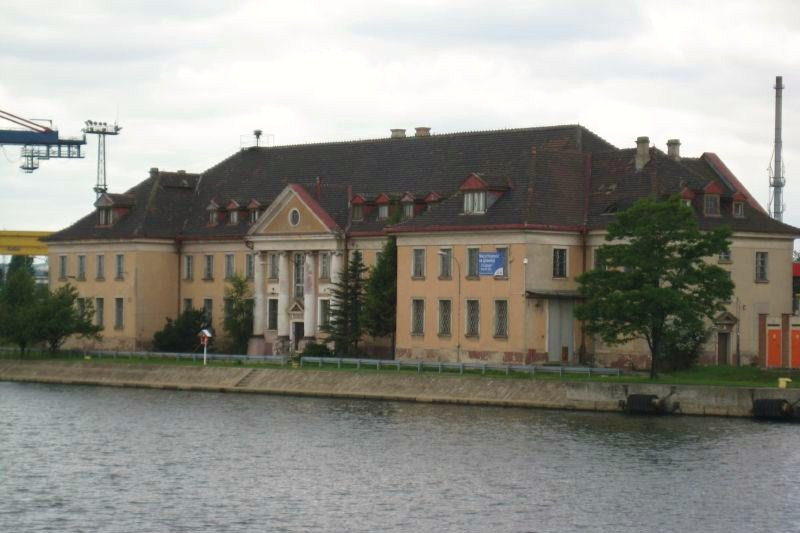
Gdańsk 3 – Poczta Morska

Urząd Gdańsk 1 stał się od 1930 głównym urzędem pocztowym w Gdańsku, mieściła się w nim m.in. centrala telefoniczna z bezpośrednim połączeniem z Polską. Urzędy na dworcu i w porcie nie obsługiwały indywidualnych klientów, ich obsługą zajmował się oddział nr 1. W Gdańsku ustawionych zostało 10 skrzynek pocztowych z polskim godłem państwowym. Szacuje się, że w 1939 na Poczcie Polskiej pracowało nieco ponad 100 osób.
1 września 1939 główna placówka Poczty Polskiej w Gdańsku stała się miejscem bohaterskiej i tragicznej obrony przed atakiem niemieckich formacji policyjnych i paramilitarnych. Zginęło wtedy, głównie zamordowanych po kapitulacji, około 50 pocztowców. Polscy pocztowcy, którzy nie brali udziału w obronie, zostali w większości aresztowani i osadzeni w obozach koncentracyjnych.
Obecnie mieszczą się tam Urząd Pocztowy Gdańsk 1 oraz Muzeum Poczty Polskiej w Gdańsku; w 1979 przed budynkiem urzędu pocztowego ustawiono pomnik Obrońców Poczty Polskiej w Gdańsku.